# Sembon
Sembon is een bestuurslaag in het regentschap Tulungagung van de provincie Oost-Java, Indonesië. Sembon telt 1992 inwoners (volkstelling 2010).